# Anna-Karin Kammerling
Anna-Karin Kammerling (Suecia, 19 de octubre de 1980) es una nadadora sueca retirada especializada en pruebas de estilo libre, donde consiguió ser medallista de bronce olímpica en 2000 en los 4 × 100 metros.

## Carrera deportiva
En los Juegos Olímpicos de Sídney 2000 ganó la medalla de bronce en los relevos de 4 × 100 metros estilo libre, con un tiempo de 3:40.30 segundos que fue récord nacional sueco, tras Estados Unidos y Países Bajos (plata).